# منتخب العراق لكرة الطائرة

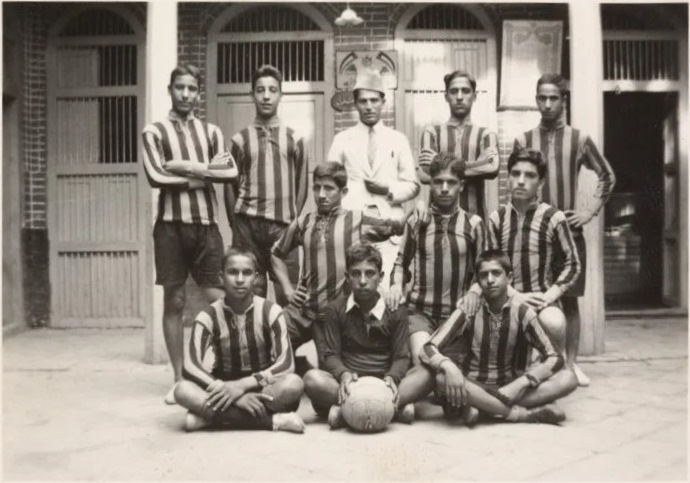
فريق كرة الطائرة العراقي عام 1930

منتخب العراق لكرة الطائرة هو ممثل العراق الرسمي في رياضة كرة الطائرة، سواء في البطولات الرسمية أو الودية.

## البطولات
- بطولة كأس التحدي الآسيوي للكرة الطائرة للرجال 2018 [3]